# Islas de la República de China
Existen diversas islas bajo la administración de la República de China, también conocida como Taiwán e históricamente Formosa, además de otras que se encuentran en disputa. Toda la República de China es reclamada por la República Popular China. A continuación se mostrarán los diversos archipiélagos, islas y algunos islotes administrados por la República de China.

## Bajo la jurisdicción de laprovincia de Taiwán

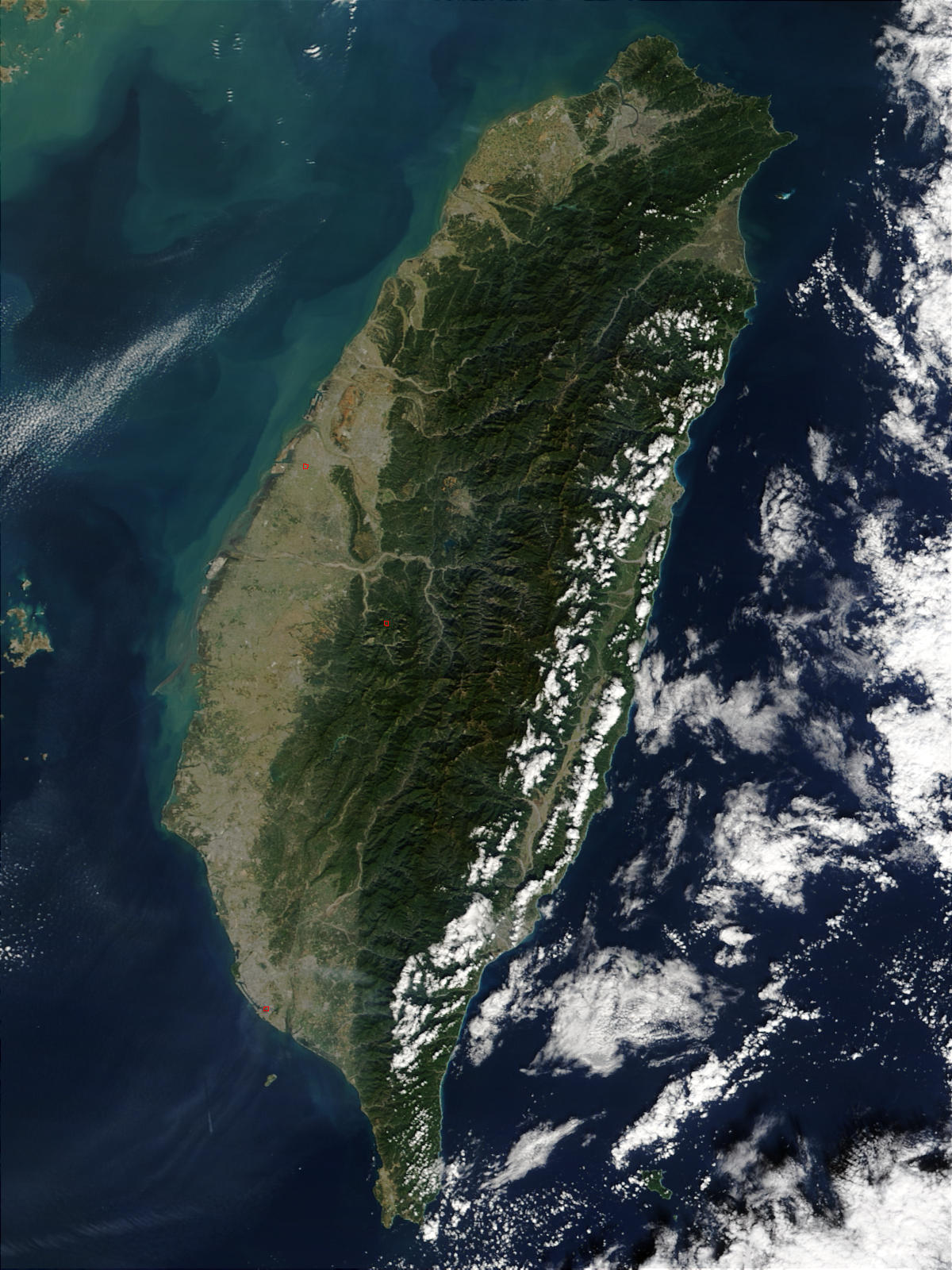
La isla de Taiwán o Formosa abarca la mayor parte de la República de China.

- Isla de Taiwán (台灣島): La municipalidad de Taipéi y la municipalidad de Kaohsiung en la isla de Taiwán no son parte de la provincia de Taiwán.
- En la ciudad de Keelung o Quelung:
  - Islote Keelung (基隆嶼)
  - Islote Huaping (花瓶嶼)
  - Islote Mianhua (棉花嶼)
  - Islote Pengjia (彭佳嶼)
- En el condado de Penghu: Abarca todas las islas Pescadores (澎湖群島)
  - Qimei (七美)
  - Wang-an (望安)
- En el condado de Pintung:
  - Islote Liuqiu (琉球嶼)
- En el condado de Taitung:
  - Lüdao (綠島)
  - Lanyu (蘭嶼)
- En el condado de Yilan:
  - Isla Gueishan (龜山島)
  - Islas Diayoutai (釣魚台列嶼) (soberanía disputada, bajo control japonés como islas Senkaku (尖閣諸島))

## Bajo la jurisdicción de laprovincia de Fujian

Islas que conforman la provincia de Fujian (enmarcadas en rojo).

- En el condado de Kinmen:
  - Quemoy (金門島)
    - Pequeña Quemoy (小金門)
    - Isla Dadan (大膽島)

  - Wuqiu (烏坵)
- En el condado de Lienchang:
  - Islas Matsu (馬祖列島)
    - Beigan (北竿)
    - Nangan (南竿)
    - Gaodeng (高登)

  - Dongyin (東引)
  - Xiyin (西引)
  - Juguang (莒光)
    - Dongju (東莒)
    - Xiju (西莒)
    - Yongliu (永留嶼)

  - Isla Liang (亮島)

## Bajo la jurisdicción de lamunicipalidad de Kaohsiung

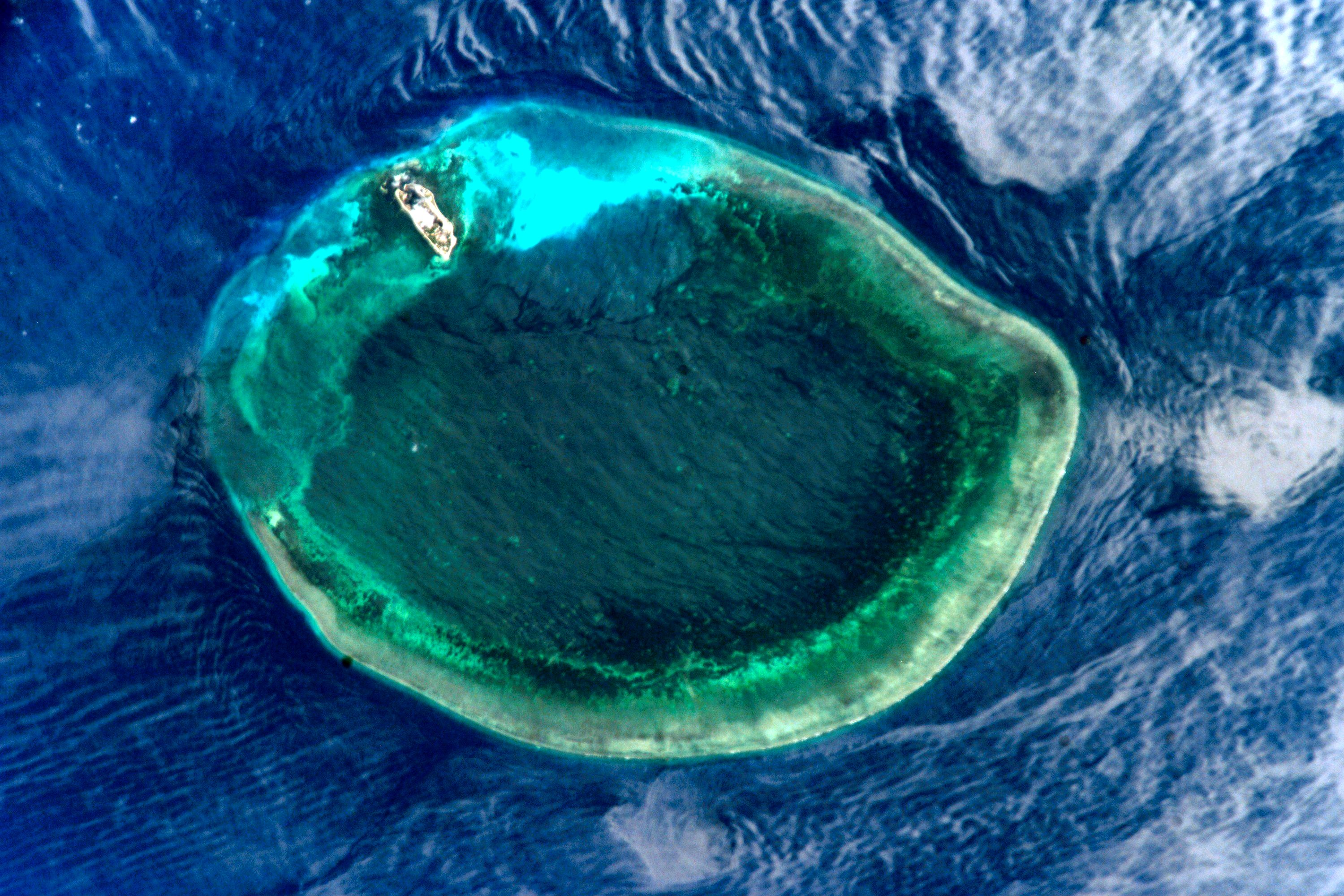
Islas Pratas.

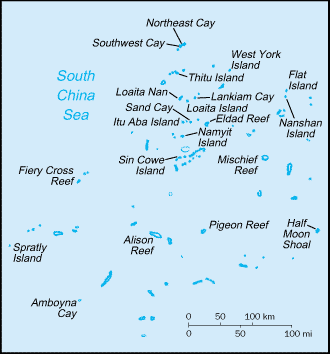
Islas Spratly. Itu Aba está ocupada por la República de China.

- Islas del mar de la China Meridional (南海諸島)
  - Islas Pratas (Dong-Sha) (東沙群島)
  - Banco Macclesfield (中沙群島) (reclamado por Vietnam)
  - Islas Paracelso (西沙群島) (controladas por la República Popular China desde 1974, reclamadas también por Vietnam)
  - Islas Spratly (南沙群島) (disputado con varios países del Sudeste de Asia)
    - Taiping (Itu Aba) (太平島) (disputado con varios países del Sudeste de Asia)

Todas las islas del mar de la China Meridional son reclamadas por la República de China, pero actualmente sólo administra las islas Pratas y Taiping.
- Datos: Q712598